# Wallstawe
Wallstawe is een gemeente in de Duitse deelstaat Saksen-Anhalt, en maakt deel uit van de Landkreis Altmarkkreis Salzwedel.
Wallstawe telt 882 inwoners.

## Indeling gemeente
De volgende Ortsteile maken deel uit van de gemeente:
- Deutschhorst
- Ellenberg
- Gieseritz
- Hilmsen
- Nipkendey
- Umfelde
- Wallstawe
- Wiersdorf
- Wiershorst

Apenburg-Winterfeld ·
Arendsee (Altmark) ·
Beetzendorf ·
Dähre ·
Diesdorf ·
Gardelegen ·
Jübar ·
Kalbe (Milde) ·
Klötze ·
Kuhfelde ·
Rohrberg ·
Salzwedel ·
Wallstawe